# Anton Batagov
Anton Aleksandrovitch Batagov (en russe : Антон Александрович Батагов), né à Moscou le 10 octobre 1965, est un pianiste russe et un compositeur post-minimaliste. 

## Biographie
Anton Batagov a reçu le prix du Concours de Sydney (en), où sa participation fut proposée après qu'il reçut le prix All-Union Competition en 1985 et qu'il se vit attribué un diplôme en 1986 au Concours international Tchaïkovski. Il donne des concerts internationaux, mais est plus connu pour son travail novateur sur la musique d'avant-garde américaine, l'imposition de Réalisme pré-socialiste soviétique d'avant-garde et nouvelle musique russe. Son début discographique est un enregistrement de Vingt regards sur l’Enfant-Jésus d'Olivier Messiaen pour Melodiya.
En mai 2009, Yeshe Lodoi Rinpoché a enregistré des chants tibétains avec Anton Batagov. Puis, en 2013, il produit un album en duo avec la chanteuse tibétaine en exil Yungchen Lhamo. En 2015, son album I Fear No More (textes de John Donne, avec l'Orchestre national académique de Svetlanov, dirigé par Vladimir Jurowski) est nommé aux International Classical Music Awards. 
Toujours en 2015, en concert à la maison internationale de la musique de Moscou, il enregistre un arrangement pour piano de la bande originale du film The Hours, composée par Philip Glass. En 2017 dans la même salle, il enregistre l'intégrale des Études pour piano de Philip Glass.

## Discographie sélective
- 1998 : Opus-Posth de Vladimir Martynov (avec Alexey Lyubimov aux pianos) chez Long Arms Records
- 2015 : Hours/Distant Figure de Philip Glass chez Orange Mountain Music.
- 2017 : The Complete Piano Etudes de Philip Glass (livres 1 et 2) chez Orange Mountain Music.